# Уразбакиев, Коенбай
Коенбай Уразбакиев (1901 год, с. Шалба, Пржевальский уезд, Семиреченская область, Российская империя — ?) — советский казахстанский государственный деятель, председатель Главного Суда Киргизской АССР (1932—1937).

## Биография
Рано лишившись родителей, с 1912 по 1920 г. батрачил у разных баев и манапов.
В 1909—1912 гг. учился в мусульманской школе, прошел 6-месячные курсы в совпартшколе в г. Ташкенте. В 1926 г. окончил одногодичную милицейскую школу в г. Фрунзе, в 1928—1931 гг. учился в Ташкентском юридическом техникуме, а в 1937 г. в г. Москве обучался на курсах советского строительства.
В 1922—1924 гг. служил в РККА в г. Сталинграде (Царицын), а в 1924—1925 гг. — старшим милиционером в городе Караколе. Затем работал заместителем начальника ОКРУРО, начальником административного отдела при Караколском революционном исполнительном комитете, прокурором Таласского района.
В 1932—1937 гг. — председатель Главного суда Киргизской АССР.

## Примечание
1. 1 2  УРАЗБАКИЕВ Коенбай | ЦентрАзия. centrasia.org. Дата обращения: 18 августа 2023.